# Krajinný park Cisterciácké krajinné kompozice Rud Wielkich
Park Krajobrazowy Cysterskie Kompozycje Krajobrazowe Rud Wielkich, česky lze přeložit jako Krajinný park Cisterciácké krajinné kompozice Rud Wielkich, je převáně lesní krajinný park v okrese Gliwice, okrese Mikołów, okrese Racibórz a městském okrese Żory v jižním Polsku. Geograficky se nachází v geomorfologických celcích Kotlina Racibórska, Płaskowyż Rybnicki, Obniżenie Bojszowa, Wyżyna Katowicka a Równina Pszczyńska. Patří také do etnoregionu Horní Slezsko ve Slezském vojvodství.

## Historie a popis
Park Krajobrazowy Cysterskie Kompozycje Krajobrazowe Rud Wielkich o plošné rozloze 49387 ha byl založený 23. listopadu 1993 a to za účelem zachování, ochrany a popularizace přírodních a kulturních hodnot území, které pokrývá. Zahrnuje severovýchodní část města Racibórz (od východního břehu kanálu Ulga a čtvrtí Markowice a Obora a Arboreta Bramy Morawskiej a část okresu Mikołów, severní část města Rybnik a dále následující gminy nebo jejich části: Czerwionka-Leszczyny, Gaszowice, Jejkowice, Knurów, Kornowac, Kuźnia Raciborska, Lyski, Nędza, Orzesze, Pilchowice, Rydułtowy, Sośnicowice, Suszec a Żory. Rozlohou patří k největším parkům v Polsku. Největším vodním tokem parku je řeka Ruda a největším jezerem Jezioro Rybnickie. Na území parku se nachází několik přírodních památek a rezervací např. Přírodní rezervace Łężczok‎, Łąka trzęślicowa w Małej Nędzy. Krajina byla utvářena činností řádu cisterciáků přísné observance, kteří přišli do vesnice Rudy z Francie v roce 1258. Vesnice Rudy, resp. její dřívější název Rudy Wielkie, daly název celému krajinnému parku. V parku se dochovaly pozůstatky hornictví a hutnictví, kostely, paláce, rybniční soustavy, jezera, uzkorozchoné kolejové tratě aj.

## Galerie

Logo karajinného parku
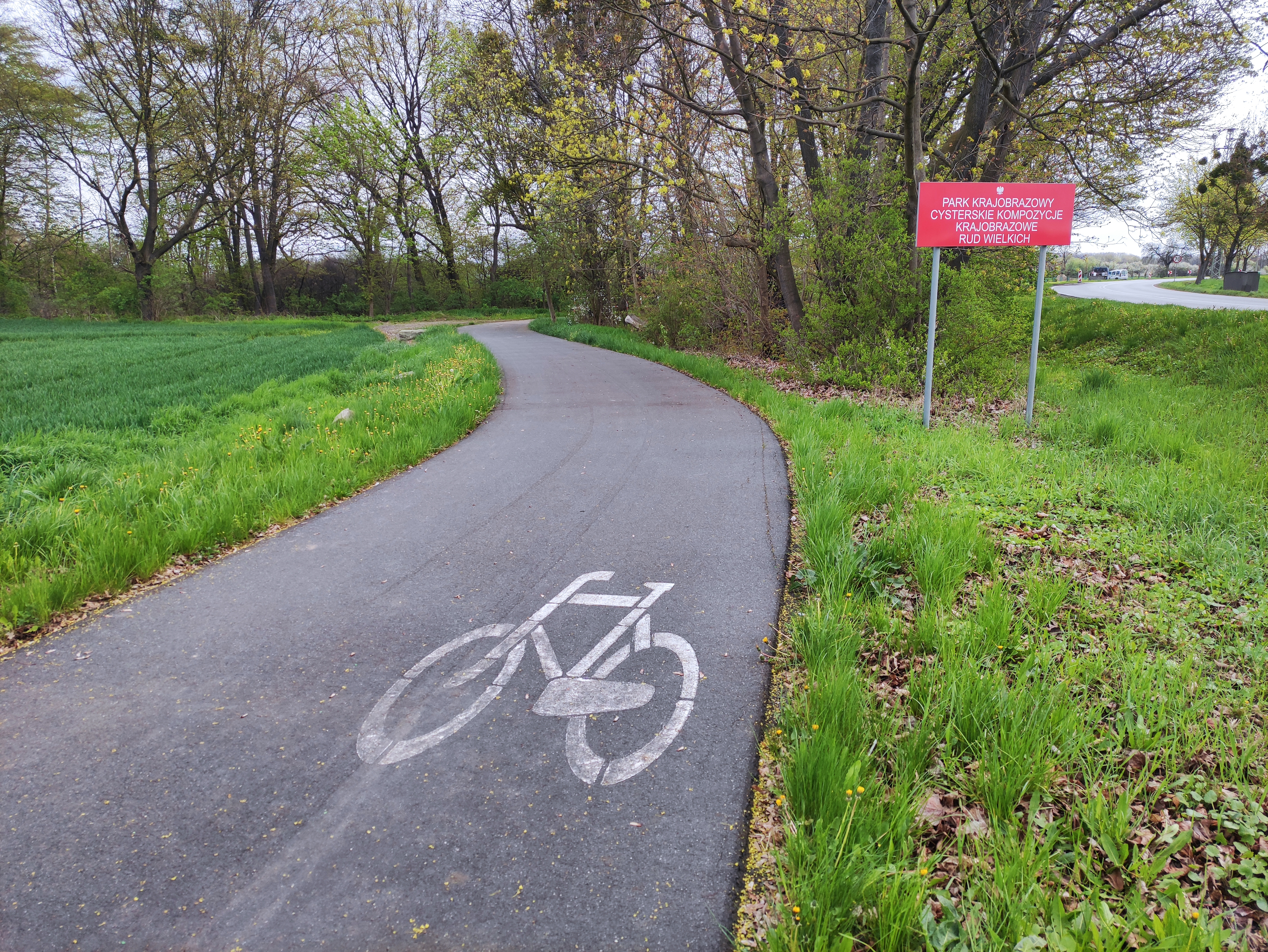
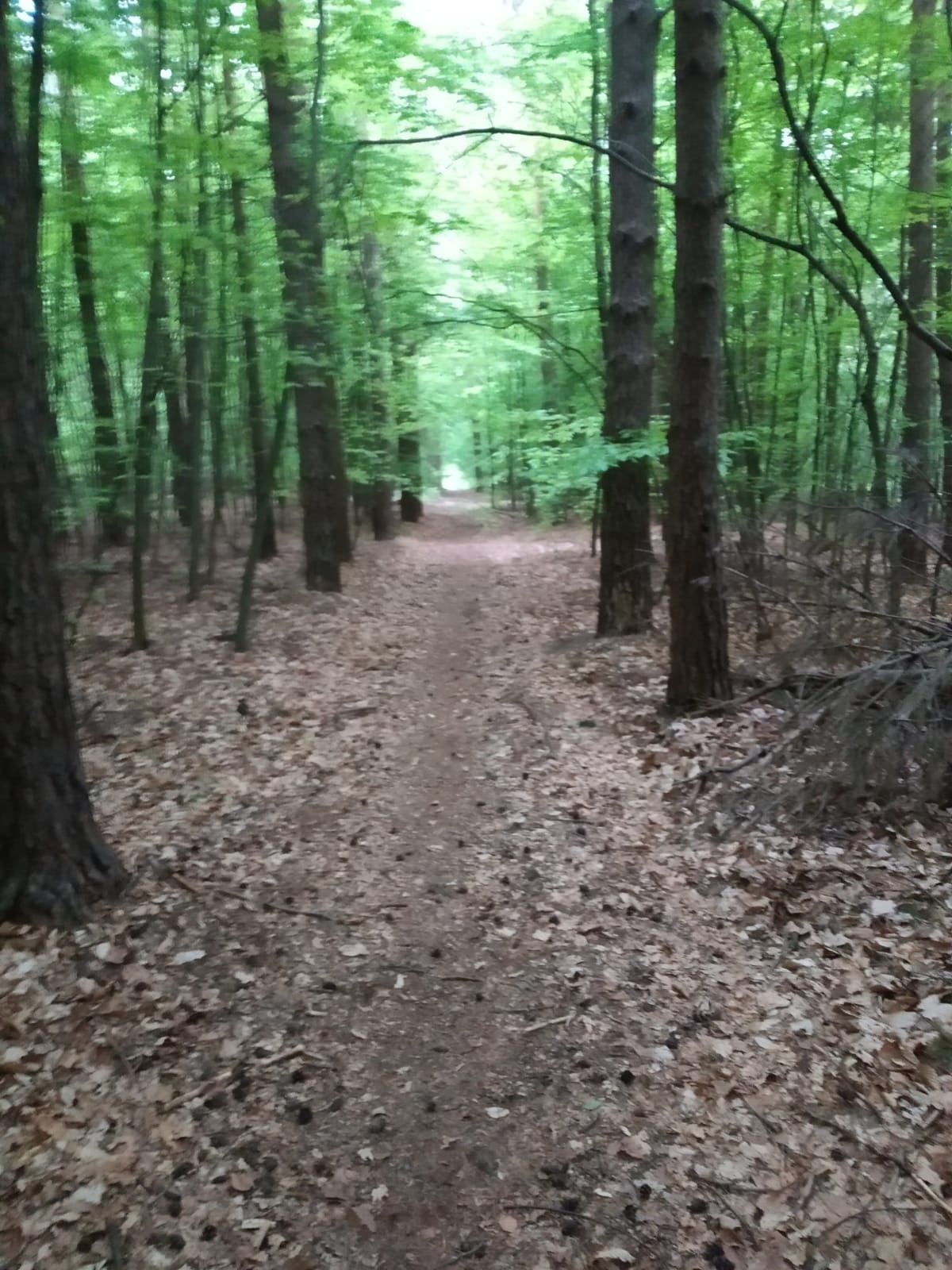
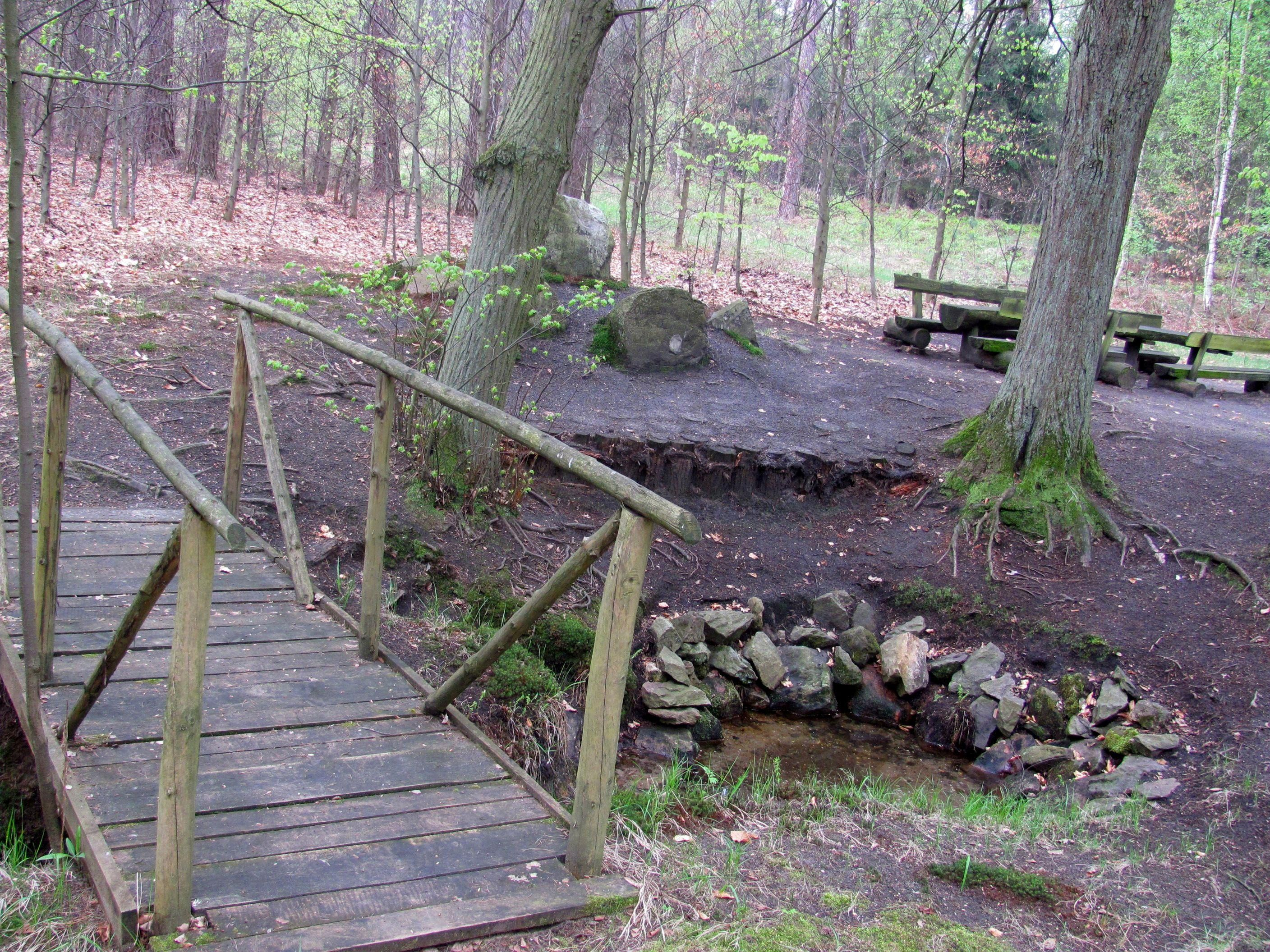
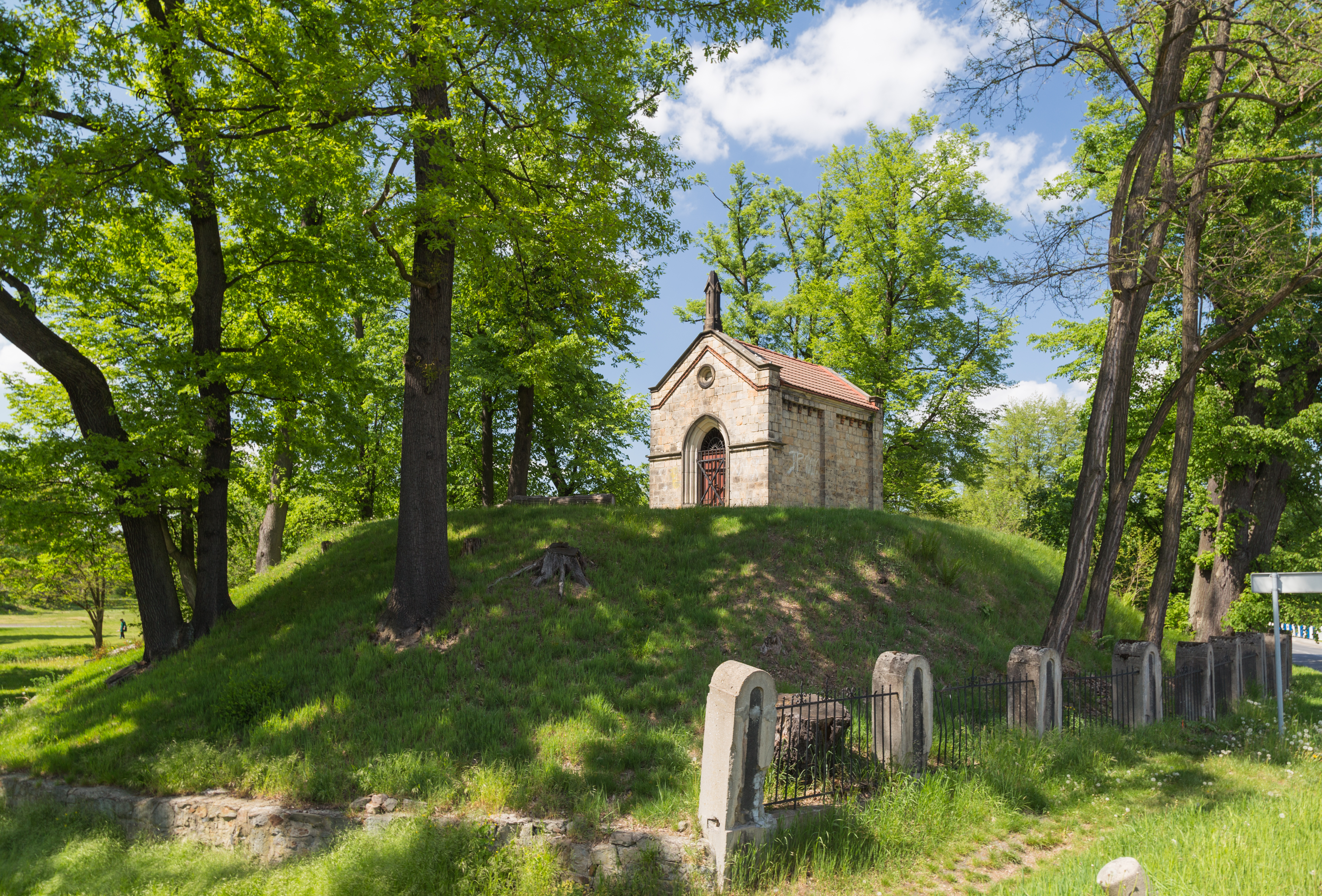
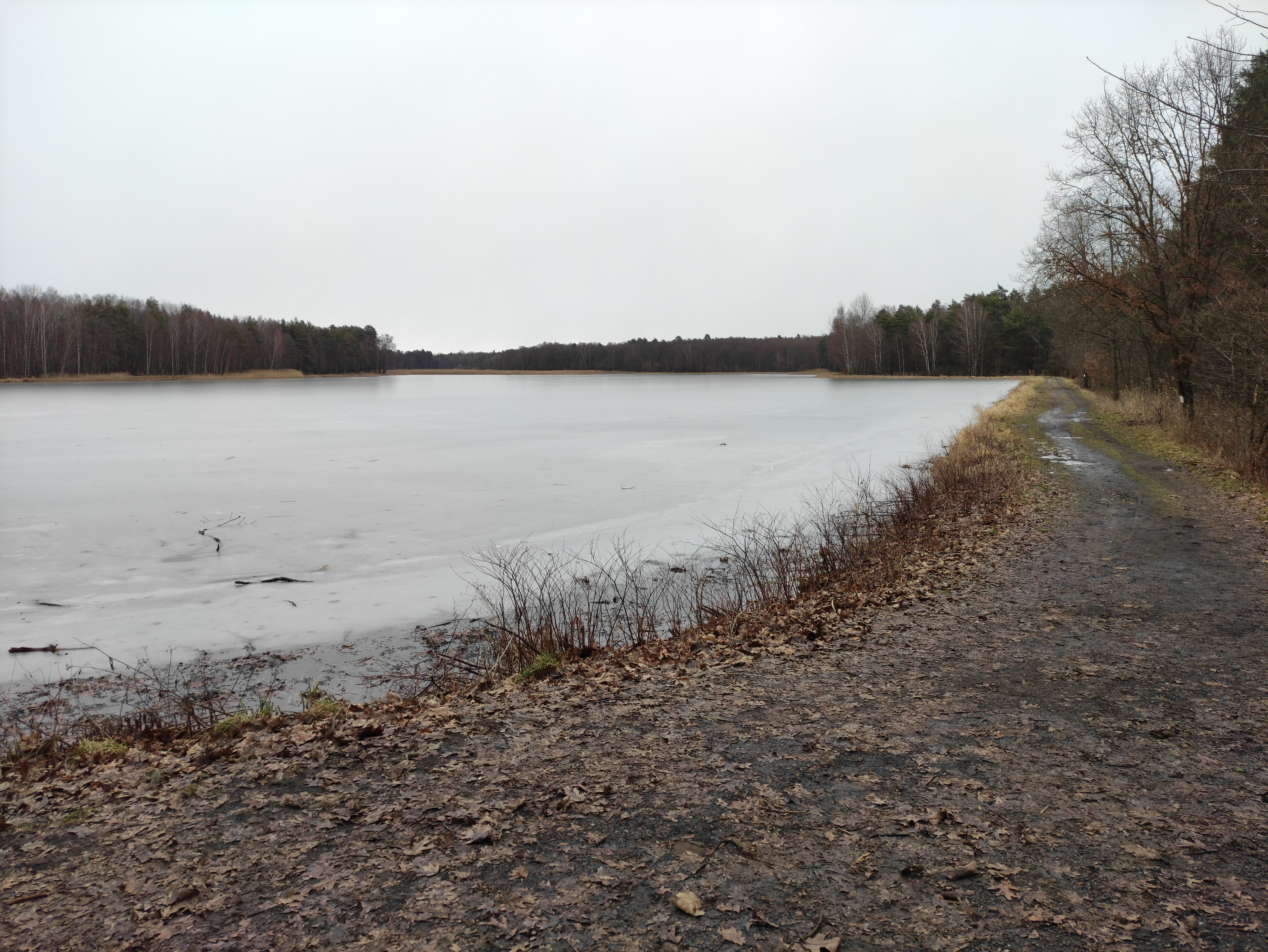
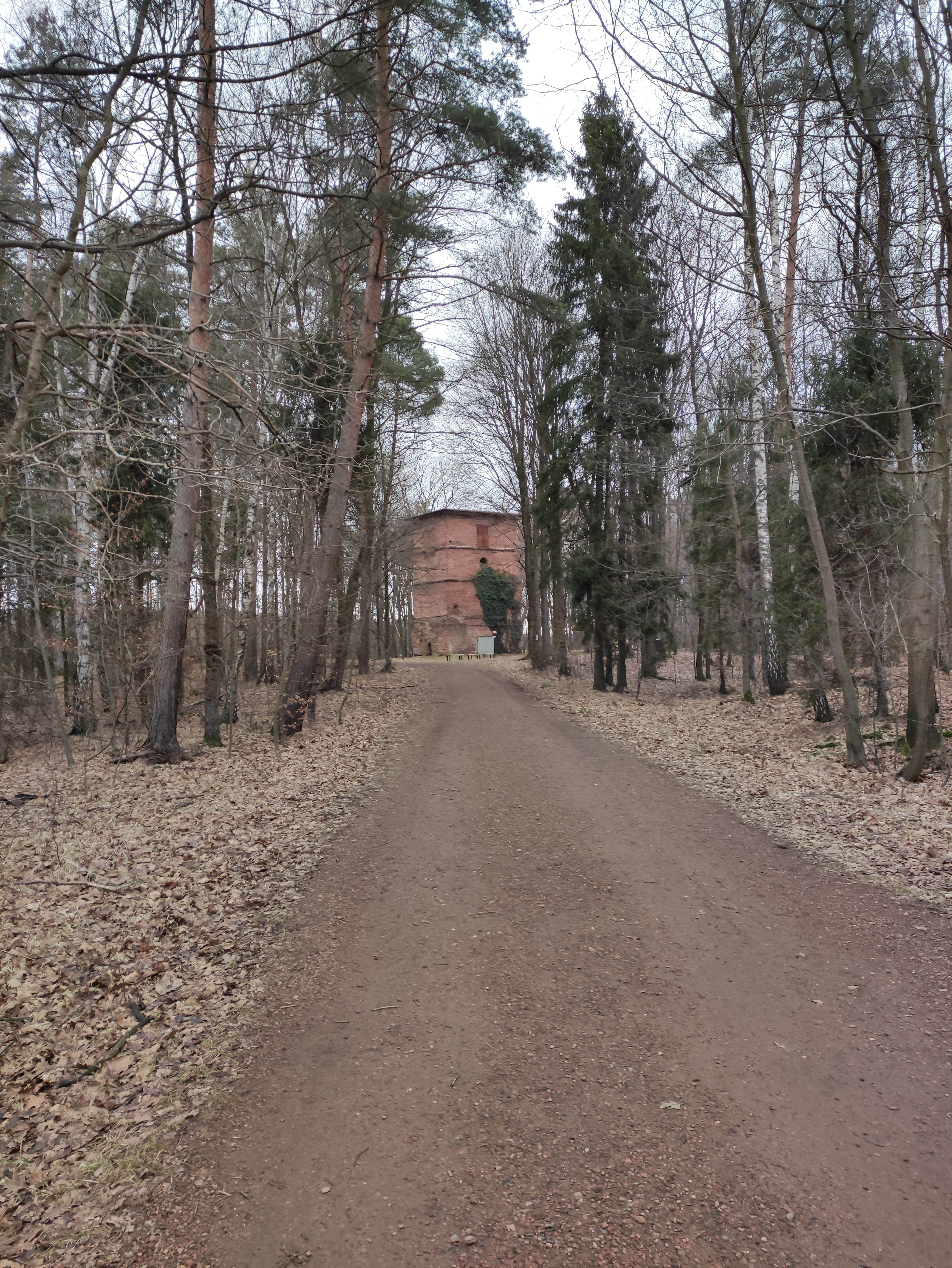
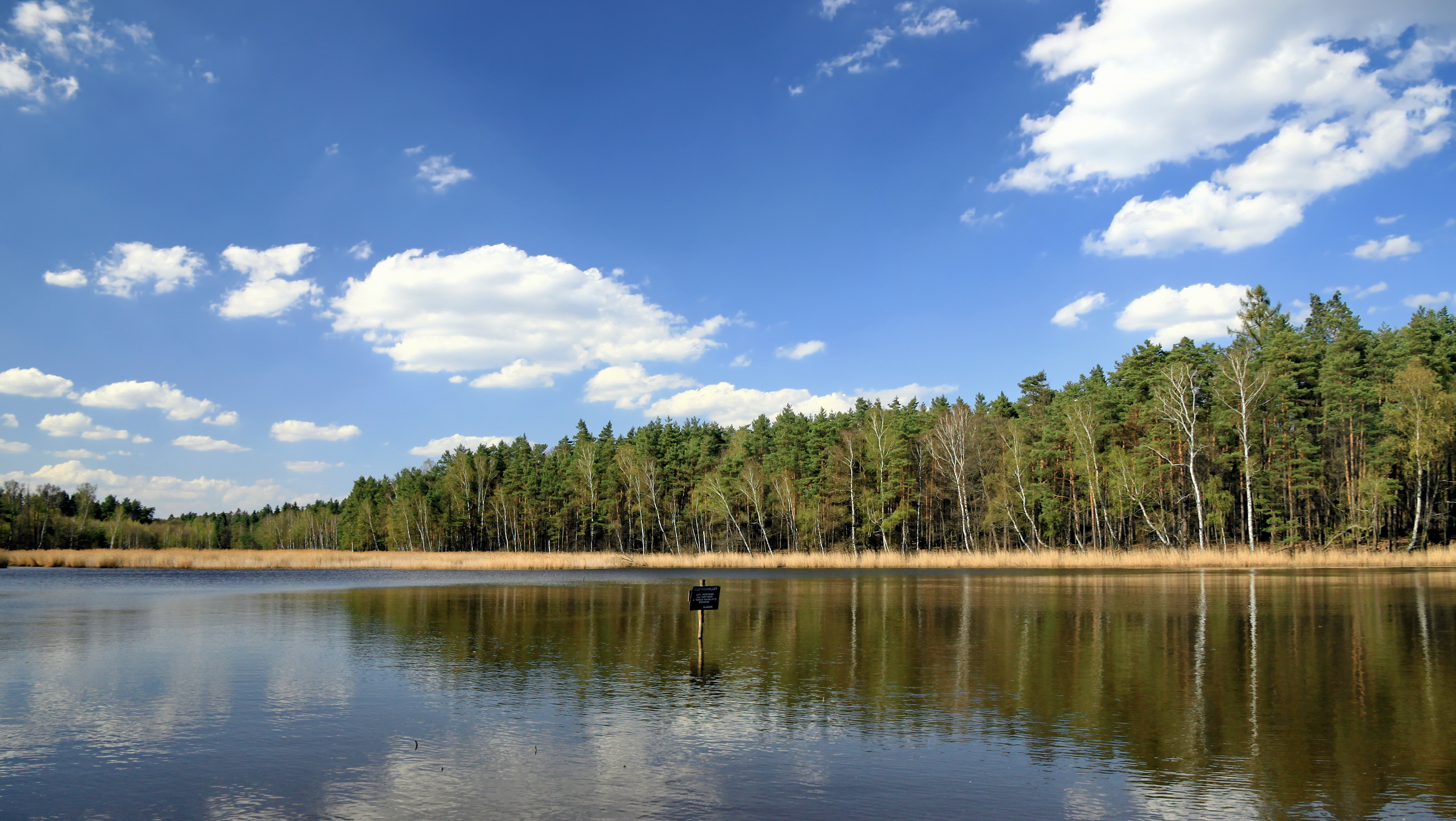
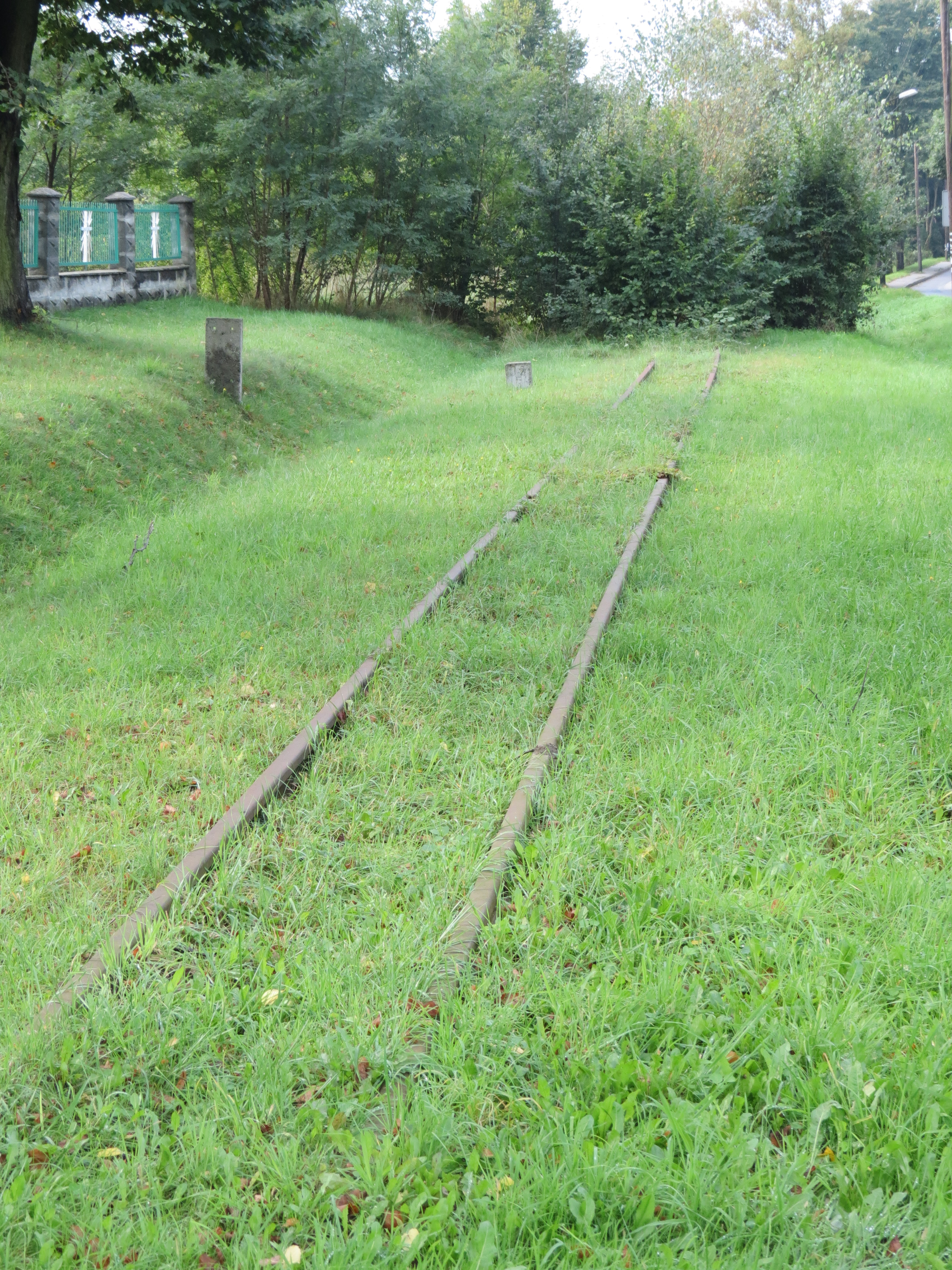
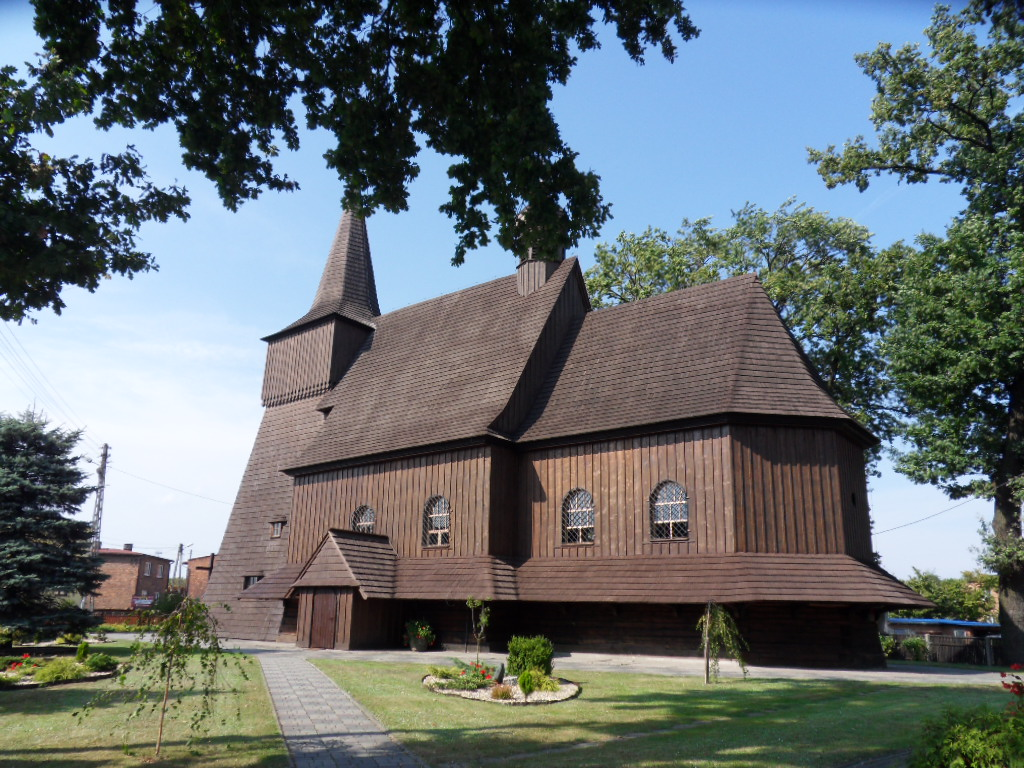
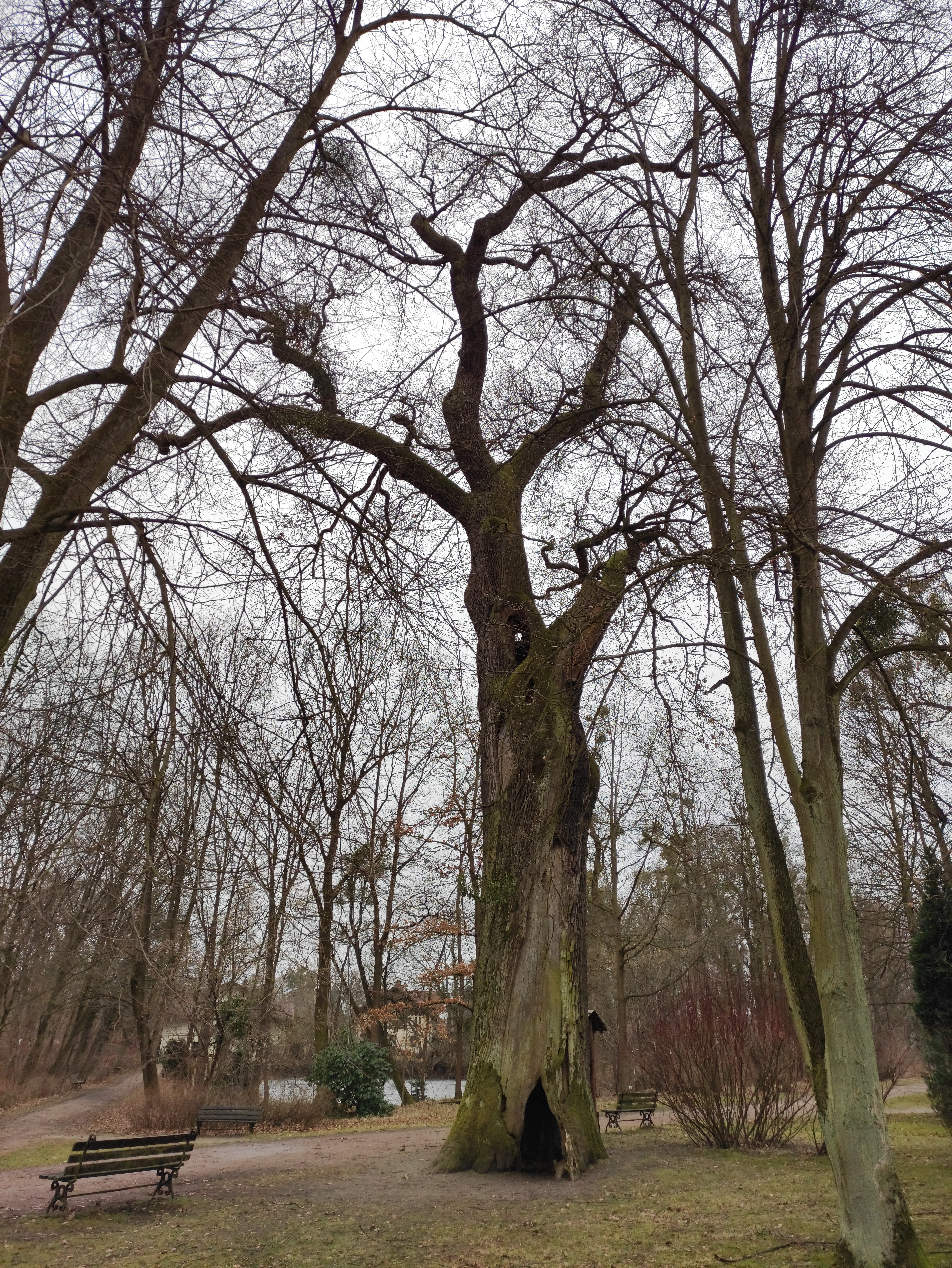
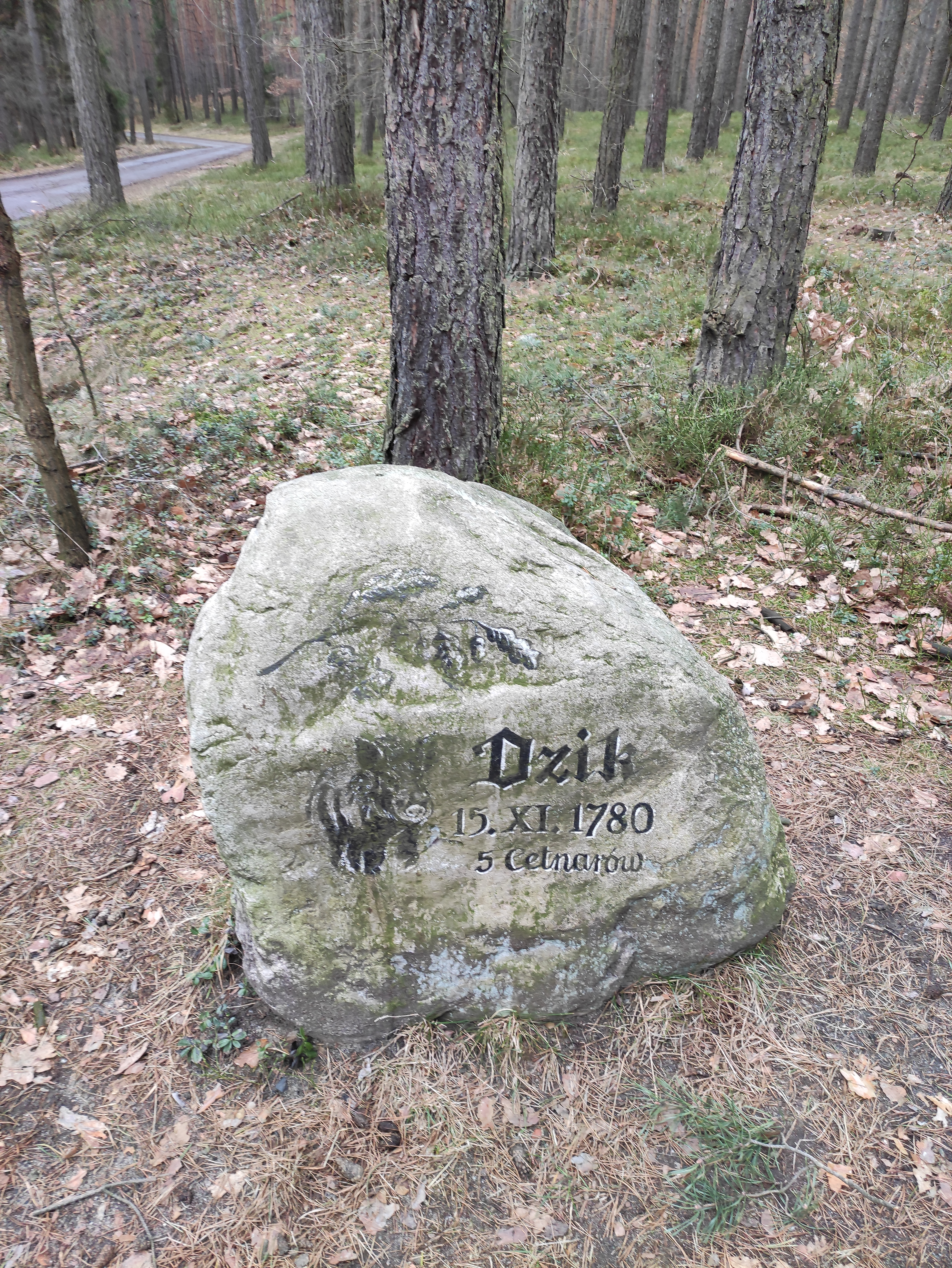